# Dong Hyun-bae
Dong Hyun-bae (hangul= 동현배), es un modelo y actor surcoreano.

## Biografía
Estudió en el departamento de drama y cine de la Universidad Daejin (inglés: "Daejin University"). Previamente estudió en el Uijeongbu High School (의정부고등학교).
Su hermano menor es el cantante surcoreano Taeyang.

## Carrera
Es miembro de la agencia "Echo Global Group" (에코글로벌그룹).
En junio del 2017 se unió al elenco recurrente de la serie Hit the Top donde interpretó a Lee Won-bin, más conocido como "MC Drill", un aspirante a rapero y el mejor amigo de Lee Ji-hoon (Kim Min-jae).
El 30 de mayo del 2018 se unió al elenco recurrente de la película Deja Vu donde dio vida al detective Kim Dong-woo.
El 7 de febrero del 2019 realizó una aparición especial en la serie The Last Empress donde interpretó al detective que investiga el ataque al Príncipe Lee Yoo (Oh Seung-yoon).
Ese mismo año se unió al elenco de la serie Trap donde dio vida al reportero Seo, un hombre amable y cariñoso, que siempre está en busca de la verdad.
En abril del 2020 apareció en la serie Rugal donde interpretó a Lee Jae-han, el antiguo líder de un popular grupo de jazz, el cual abandona después de un incidente.
En abril de 2021 se unirá al elenco secundario de la serie So I Married an Anti-fan donde dará vida a Han Jae-won, un productor de programas de televisión. La serie fue filmada en 2018.

## Filmografía

### Series de televisión
| Año  | Título                                       | Personaje              | Notas       |
| ---- | -------------------------------------------- | ---------------------- | ----------- |
| 2022 | Monstrous                                    | Kim Soon-kyung         |             |
| 2021 | On the Verge of Insanity                     | Ki Jeong-hyun          |             |
| 2021 | So I Married an Anti-fan                     | Han Jae-won            |             |
| 2020 | Amazing Rumor                                | Ji Chung-shin          |             |
| 2020 | Rugal                                        | Lee Jae-han            | 2 episodios |
| 2019 | Issue Makers                                 | -                      |             |
| 2019 | Our Baseball                                 | Hwang Dae-sung         |             |
| 2019 | Trap                                         | Reportero Seo          |             |
| 2018 | The Last Empress                             | Detective              | 2 episodios |
| 2017 | Hit the Top                                  | Lee Won-bin            |             |
| 2016 | Age of Youth (Hello, My Twenties!)           | Portero de la Cocina   |             |
| 2015 | Noryangjin (노량진역에는 기차가 서지 않는다) | -                      |             |
| 2013 | Stranger (낯선사람)                          | -                      |             |
| 2013 | I Hear Your Voice                            | Oficial de Policía     | ep. #4      |
| 2012 | Holy Land                                    | Min-su                 |             |
| 2012 | Shut Up: Flower Boy Band                     | Jefe del Grupo "Shark" |             |

### Películas
| Año  | Título                 | Personaje                           | Notas                                                                                       |
| ---- | ---------------------- | ----------------------------------- | ------------------------------------------------------------------------------------------- |
| 2020 | The Flatterer          | Ho-geol                             | junto a Ryu Ui-hyun, Kim Ji-min, Lee Seung-il y Kim Dong-beo                                |
| 2019 | Our Baseball           | Hwang Dae-seong                     | junto a Lee Jong-won, Park Jeong-hwa, Park Chul-min, Gong Jung-hwan y Yoo In-hyuk           |
| 2019 | Memories of a Dead End | Jin-seong                           | junto a Choi Soo-young, Tanaka Shunsuke, Bae Noo-ri, Ahn Bo-hyun y Kaoru Hirata             |
| 2019 | Money                  | Miembro de Seguridad de "Dongmyung" | junto a Ryu Jun-yeol, Yoo Ji-tae, Jo Woo-jin, Kim Jae-young y Won Jin-ah                    |
| 2018 | Park Hwa Young         | Jae-pil                             | junto a Kang Min-ah, Lee Yoo-mi, Lee Jae-kyoon, Kim Do-wan y Kim Ga-hee                     |
| 2018 | Deja Vu                | Det. Kim Dong-woo                   | junto a Nam Gyu-ri, Lee Chun-hee, Lee Kyu-han, Kim Jae-bum, Jung Kyung-ho y Jung Eun-sung   |
| 2018 | Remembering First Love | Jae-hyun                            | junto a Kim Jung-hyun, Seo Ye-ji y Bae Noo-ri                                               |
| 2018 | New Old Story          | Seol Kka-chi                        | junto a Jae Hee, Yoon Ki-won, Yoo da-mi, Lee Sang-hoon y Kim Ki-doo                         |
| 2017 | My Last Love           | Director Ejecutivo Jo               | junto a Sohyun, Jeon Mi-seon, Sung Ji-ru, Yang Hong-seok y Yeo Hoe-hyun                     |
| 2017 | The Prison             | Miembro de la Pandilla de Lee       | junto a Han Suk-kyu, Kim Rae-won, Jung Woong-in, Jo Jae-yoon, Kim Sung-kyun y Shin Sung-rok |
| 2017 | Part-Time Spy          | Jae-yong                            | junto a Kang Ye-won, Han Chae-ah, Namkoong Min, Jo Jae-yoon y Kim Min-kyo                   |
| 2014 | Han Gong Ju            | Instructor de Natación              | junto a Chun Woo-hee, Jung In-sun, Kim So-young, Lee Young-lan y Kwon Beom-taek             |
| 2013 | Commitment             | Hombre                              | junto a T.O.P, Han Ye-ri, Kim Yoo-jung, Yoon Je-moon y Jo Sung-ha                           |
| 2013 | The New World          | Oficial de Policía                  |                                                                                             |
| 2013 | Mai Ratima             | Miembro del Grupo del Pdte. Jang    | junto a Bae Soo-bin, Park Ji-soo, So Yoo-jin, Go Se-won, Kim Kyung y Lee Jun-hyeok          |
| 2011 | Metamorphoses          | Hombre Extraño                      |                                                                                             |
| 2010 | Miss Staff Sergeant    | Miembro del Segundo Pelotón         | junto a Son Byung-ho, Im Won-hee, Lee Ah-lee, Yoon Choong y Kim Chang-jo                    |
| 2010 | Undercover             | Yun Taek-han                        |                                                                                             |
| 2009 | Nice Shorts            | -                                   |                                                                                             |
| 2005 | She's On Duty          | -                                   | junto a Kim Sun-a, Nam Sang-mi, Gong Yoo, Kim Kap-soo y Kim Sang-ho                         |

### Programas de variedades
| Año  | Título                                               | Notas                                           |
| ---- | ---------------------------------------------------- | ----------------------------------------------- |
| 2021 | King of Mask Singer                                  | (ep. #309-310) - concursó como "Beware of Dogs" |
| 2021 | Unexpected Business (Boss by Chance)                 | invitado                                        |
| 2018 | Hello Counselor                                      | (ep. #393) - invitado                           |
| 2016 | Radio Star                                           | (ep. #468) - invitado                           |
| 2016 | Singing Battle (노래싸움 - 승부)                     | 2 episodios - invitado                          |
| 2016 | Video Star: Season 1 (비디오스타)                    | (ep. #1) - invitado                             |
| 2011 | Flower Boy Casting: Oh! Boy (꽃미남 캐스팅 오! 보이) |                                                 |

### Musicales
| Año  | Título          | Personaje | Notas                                             |
| ---- | --------------- | --------- | ------------------------------------------------- |
| 2015 | 액션스타 이성용 | -         | junto a 김호진, 박유덕, 강정우가, 김주일 y 이종현 |
| 2013 | 국화꽃향기      | -         |                                                   |
| -    | Grease          | -         |                                                   |

### Anuncios
| Año  | Título           | Notas                |
| ---- | ---------------- | -------------------- |
| 2019 | KT 기가지니      | junto a Kwon So-hyun |
| -    | BANG BANG (뱅뱅) |                      |